# Atlantic Crossing (série télévisée)
Pour les articles homonymes, voir Atlantic Crossing.
 (octobre 2021).
La mise en forme du texte ne suit pas les recommandations de Wikipédia : il faut le « wikifier ».
Les points d'amélioration suivants sont les cas les plus fréquents. Le détail des points à revoir est peut-être précisé sur la page de discussion.
- Les titres sont pré-formatés par le logiciel. Ils ne sont ni en capitales, ni en gras.
- Le texte ne doit pas être écrit en capitales (les noms de famille non plus), ni en gras, ni en italique, ni en « petit »…
- Le gras n'est utilisé que pour surligner le titre de l'article dans l'introduction, une seule fois.
- L'italique est rarement utilisé : mots en langue étrangère, titres d'œuvres, noms de bateaux, etc.
- Les citations ne sont pas en italique mais en corps de texte normal. Elles sont entourées par des guillemets français : « et ».
- Les listes à puces sont à éviter, des paragraphes rédigés étant largement préférés. Les tableaux sont à réserver à la présentation de données structurées (résultats, etc.).
- Les appels de note de bas de page (petits chiffres en exposant, introduits par l'outil «  Source ») sont à placer entre la fin de phrase et le point final[comme ça].
- Les liens internes (vers d'autres articles de Wikipédia) sont à choisir avec parcimonie. Créez des liens vers des articles approfondissant le sujet. Les termes génériques sans rapport avec le sujet sont à éviter, ainsi que les répétitions de liens vers un même terme.
- Les liens externes sont à placer uniquement dans une section « Liens externes », à la fin de l'article. Ces liens sont à choisir avec parcimonie suivant les règles définies. Si un lien sert de source à l'article, son insertion dans le texte est à faire par les notes de bas de page.
- La présentation des références doit suivre les conventions bibliographiques. Il est recommandé d'utiliser les modèles {{Ouvrage}}, {{Chapitre}}, {{Article}}, {{Lien web}} et/ou {{Bibliographie}}. Le mode d'édition visuel peut mettre en forme automatiquement les références.
- Insérer une infobox (cadre d'informations à droite) n'est pas obligatoire pour parachever la mise en page.

Pour une aide détaillée, merci de consulter Aide:Wikification.
Si vous pensez que ces points ont été résolus, vous pouvez retirer ce bandeau et améliorer la mise en forme d'un autre article.
Atlantic Crossing est une minisérie télévisée norvégienne se déroulant en Norvège et aux États-Unis pendant la Seconde Guerre mondiale. Elle est inspirée de faits réels et se concentre sur le rôle de la princesse héritière Märtha pendant la Seconde Guerre mondiale, lors de son exil aux États-Unis. Elle est diffusée pour la première fois à partir du 25 octobre 2020 sur la chaine de télévision norvégienne NRK1.

## Synopsis
Atlantic Crossing aborde le rôle de la princesse héritière de Norvège Märtha lors de la Seconde Guerre mondiale. L’histoire commence en 1939, lors du voyage du couple princier aux États-Unis et à sa rencontre avec le président Roosevelt et son épouse Eleanor. Lorsque la guerre éclate, Märtha et ses trois enfants se réfugient chez sa famille en Suède avant de s’exiler aux États-Unis. Son mari, le prince Olav, reste en Norvège, puis fuit à Londres avec son père, le roi Haakon VII. Au fil des huit épisodes, on suit la transformation de Märtha, d’abord timide et réservée, qui va peu à peu s’engager pour défendre la cause norvégienne auprès du peuple et du gouvernement américains. Elle devient la confidente privilégiée de Roosevelt et, grâce à son influence discrète mais persistante sur celui-ci, les États-Unis abandonnent progressivement leur neutralité et s’engagent dans la guerre.

## Distribution

### Personnages principaux
- Sofia Helin (VFB : Myriem Akheddiou) : Märtha de Suède, princesse héritière de Norvège
- Tobias Santelmann (VFB : Sébastien Hébrant) : Olav, prince héritier de Norvège
- Kyle MacLachlan (VFB : Patrick Donnay) : Franklin Delano Roosevelt, président des États-Unis
- Søren Pilmark : Haakon VII, roi de Norvège
- Anneke von der Lippe : Ragni Østgaard (no), dame de compagnie de Märtha

### Personnages récurrents
- Harriet Sansom Harris (VFB : Nathalie Hons) : Eleanor Roosevelt, Première dame des États-Unis
- Daniel Betts : Harry Hopkins
- Lucy Russell : Marguerite LeHand, secrétaire privée de Roosevelt
- Suzanne Bertish : Florence Harriman, ambassadrice des États-Unis en Norvège
- Leonora Eik : princesse Ragnhild
- Amathea Eik : princesse Astrid
- Justýna Brozková : prince Harald
- Michael Pitthan : George VI, roi du Royaume-Uni
- Abigail Rice : Elizabeth Bowes-Lyon, reine du Royaume-Uni
- Lasse Kolsrud : Nicolai, adjudant d'Olav
- Petr Meissel : Nordlie, adjudant du roi Haakon VII

## Production
Les 8 épisodes de la minisérie sont coproduits par la société de production indépendante norvégienne Cinenord et la Société norvégienne de radiodiffusion NRK.
La minisérie est tournée en République tchèque et en Norvège,.

## Fiche technique
Sauf indication contraire, les informations mentionnées dans cette section peuvent être confirmées par la base de données cinématographiques IMDb,  présente dans la section « Liens externes ».
- Titre original et français : Atlantic Crossing
- Création : Alexander Eik (en)
- Scénario : Alexander Eik (en), Linda May Kallestein
- Direction artistique : Roman Illovsky, Solfrid Kjetså, Jindrich Kocí, Milena Koubkova, Susanne Vågsæter
- Décors : Jette Lehmann
- Costumes : Karen Fabritius Gram
- Casting : Jannecke Bervel, Anja Philip, Arwa Salmanova, Catrin Wideryd
- Musique : Raymond Enoksen
- Production : Tanya Badendyck, James Cabourne, Alexander Eik
- Sociétés de production : NRK, Cinenord, Beta Film, PBS, SVT, DR, Nevision
- Sociétés de distribution : NRK (Norvège), DR (Danemark), YLE (Finlande)
- Pays d'origine :  Norvège
- Langues originales : norvégien, anglais, suédois, danois, allemand
- Genre : drame, biopic
- Nombre de saisons : 1
- Nombre d'épisodes : 8
- Durée : 55 minutes
- Date de première diffusion : 25 octobre 2020